# Thierry Tulasne
Thierry Tulasne (* 12. Juli 1963 in Aix-les-Bains) ist ein ehemaliger französischer Tennisspieler und heutiger Tennistrainer.

## Leben
Der Sohn eines Tennislehrers war ein sehr erfolgreicher Jugendspieler. Unter anderem gewann er die Junioren-Weltmeisterschaft 1980. Er war in erster Linie Sandplatzspieler, was unter anderem daran deutlich wird, dass er vier seiner fünf Turniersiege auf diesem Belag errang. Sein bedeutendster Sieg war derjenige beim ATP-Turnier in Barcelona, wo er 1985 im Finale Mats Wilander in fünf Sätzen bezwang. Seine beste Platzierung in der Weltrangliste erreichte er 1986 mit Platz 10.
Tulasne war zehn Jahre lang Davis-Cup-Spieler für Frankreich; seinen ersten Einsatz hatte er bereits 1980 im Alter von 17 Jahren. Er trat unter anderem an der Seite von Yannick Noah, Henri Leconte und Guy Forget an.
2001 war er unter Davis-Cup-Kapitän Forget Trainer der französischen Mannschaft.
Außerdem trainierte er die französischen Weltklassespieler Sébastien Grosjean, Paul-Henri Mathieu und Gilles Simon.

## Erfolge

### Herren
- Sieg bei der Coupe Galéa 1980 (mit Henri Leconte und Jérôme Potier)
- Französischer Meister 1983 und 1984

### Junioren
- Jugendweltmeister 1980
- Sieg beim Juniorenturnier in Wimbledon 1980
- Sieg beim Juniorenturnier der Italian Open 1980
- Orange Bowl 1978
- Französischer Nachwuchsmeister 1978, Vizemeister 1979

## Erfolge
| Legende                       |
| Grand Slam                    |
| Tennis Masters Cup            |
| ATP Masters Series            |
| ATP International Series Gold |
| ATP International Series (5)  |
| ATP Challenger Tour (2)       |

### Einzel

#### Turniersiege

##### ATP Tour
| Nr. | Datum              | Turnier   | Belag   | Finalgegner     | Ergebnis                |
| --- | ------------------ | --------- | ------- | --------------- | ----------------------- |
| 1.  | 20. Juli 1981      | Båstad    | Sand    | Anders Järryd   | 6:2, 6:3                |
| 2.  | 10. Juni 1985      | Bologna   | Sand    | Claudio Panatta | 6:2, 6:0                |
| 3.  | 9. September 1985  | Palermo   | Sand    | Joakim Nyström  | 6:2, 6:0                |
| 4.  | 23. September 1985 | Barcelona | Sand    | Mats Wilander   | 0:6, 6:2, 3:6, 6:4, 6:0 |
| 5.  | 10. Februar 1986   | Metz      | Teppich | Broderick Dyke  | 6:4, 6:3                |

##### Challenger Tour
| Nr. | Datum         | Turnier  | Belag | Finalgegner        | Ergebnis        |
| --- | ------------- | -------- | ----- | ------------------ | --------------- |
| 1.  | 19. Juni 1989 | Hossegor | Sand  | Bruno Orešar       | 6:3, 2:6, 6:1   |
| 2.  | 26. März 1990 | Estoril  | Sand  | Christian Miniussi | 6:2, 3:2 aufgg. |

#### Finalteilnahmen
| Nr. | Datum              | Turnier      | Belag | Finalgegner   | Ergebnis      |
| --- | ------------------ | ------------ | ----- | ------------- | ------------- |
| 1.  | 27. September 1981 | Bordeaux     | Sand  | Andrés Gómez  | 6:7, 6:7, 1:6 |
| 2.  | 28. April 1986     | Indianapolis | Sand  | Andrés Gómez  | 4:6, 6:7      |
| 3.  | 28. Juli 1986      | Washington   | Sand  | Karel Nováček | 1:6, 6:7      |
| 4.  | 8. September 1986  | Genf         | Sand  | Henri Leconte | 5:7, 3:6      |